# Vrbovac (Vukosavlje)
Vrbovac (szerbül: Врбовац), település Bosznia-Hercegovinában, Vukosavlje községben, a Szerb Köztársaság északi régiójában. Vrbovac településnek a Szerb Köztársasághoz került része.

## Fekvése
A település Bosznia-Hercegovina északi részén, Dobojtól légvonalban 41, közúton 62 km-re északkeletre, községközpontjától légvonalban 11, közúton 16 km-re északra, a Vučjak-hegység keleti lejtőin, 110-200 méteres magasságban fekszik.

## Népessége
| Nemzetiségi csoport | Népesség 1991 | Népesség 2013 |
| ------------------- | ------------- | ------------- |
| Szerb               | 287           | 9             |
| Bosnyák             | 0             | 2             |
| Horvát              | 1404          | 11            |
| Jugoszláv           | 24            | 0             |
| Egyéb               | 6             | 0             |
| Összesen            | 1721          | 20            |

## Története
A történészek Vrbovacot is említik a „Vrbica” ferences kolostor egyik lehetséges helyszíneként, amely Bosznia egyik legrégebbi katolikus kolostora volt. Amikor IV. Miklós pápa jóváhagyásával a ferencesek 1292-ben megérkeztek Boszniába, Srebrenica bányász- és kereskedővárosában telepedtek le, amelyet akkoriban sok dubrovniki és szász lakott. Katolikus hitük lehetővé tette a ferencesek számára, hogy elvégezzék első vallási szertartásaikat. Srebrenicából induló első további előrenyomulásuk során a ferencesek négy vagy öt új kolostort alapítottak, köztük a „Vrbica” kolostort is. A kolostor tényleges létezését a boszniai vikariátus kolostorainak 1378-ból származó listája bizonyítja, amelyet a pisai Bartol atya, boszniai vikárius állított össze. Feltételezik, hogy a kolostor a mai „Bara” hely közelében helyezkedett el, nem messze Kovačević Ilija (baba Marica) házától.
Bosznia 1463-as elestével ez a régió rövid ideig török uralom alatt állt, majd magyar uralom alá került, mely 1512-ig tartott. Ekkor ez a régió szinte teljesen pusztasággá vált. A lakosság nagy része Szlavóniába, Szerémségbe és Bácskába költözött. Kovačević Marko - Rođo háza mögött található egy „Magyar temető” (Mađarsko groblje) nevű hely, melynek sírköveinek maradványai ma is láthatók az erdő alatt a kertben. 1697-ben Savoyai Jenő herceg serege behatolt a Boszna folyó völgyébe, ahol egészen Szarajevóig jutott, és felgyújtotta azt. Boszniából való visszavonulása során, a török megtorlástól tartva, a horvátok nagy része vele együtt vonult vissza. A 17. század végén és a 18. század elején zajló osztrák-török háborúk nagy hatással voltak a migrációra, és csak a pozsareváci béke (1718) és a belgrádi béke (1739) után nyugodott meg némileg a helyzet.
Augustin Miletić püspök 1813-as feljegyzése szerint a Podvučijak (vučiakaljai) plébániához tartozó Vrbovacnak 19 katolikus háza és 143 katolikus lakosa volt, ebből 73 felnőtt és 70 gyermek. A település 1878-ig tartozott az Oszmán Birodalomhoz. Ekkor a berlini kongresszus határozata alapján az Osztrák-Magyar Monarchia része lett. 1879-ben az első osztrák-magyar népszámlálás során a Derventi járáshoz és Odžak községhez tartozó településnek, 88 háztartása, 524 római katolikus és 72 ortodox lakosa volt. Az osztrák-magyar kormány boszniai jelenléte csökkentette a helyi lakosság elvándorlását, vagy akár lehetővé tette a visszatérésüket. Nagy előrelépés történt az infrastruktúra rendezésében és az élet megszervezésében. A mezőgazdaság fejlesztése és a kapcsolatok vizsgálata érdekében az osztrák-magyar hatóságok tervszerűen telepítették át a lakosságot a birodalom egyik részéből a másikba. Vrbovac területén két német lakosságú település volt, és a "sváb" kifejezés elterjedt az emberek között. A svábok nagyon szorgalmas és jól szervezett emberek voltak. Irigylésre méltó infrastruktúrával, minden szükséges létesítménnyel, fejlett szolgáltató-kézműves iparral és a helyi erőforrások magas szintű kezelésével rendelkeztek. A helyi lakossággal való szoros, néha nagyon baráti kapcsolatok egyfajta szimbiózist alakítottak ki. A svábok számos kézműves szolgáltatást és szakmai segítséget nyújtottak a földművelésben, és népünk gyakran segített különféle, leggyakrabban fizikai feladatok elvégzésével. Néhányan lementek a faluba, kézműves üzleteket nyitottak, és gyakran földet vásároltak. A második világháború elején, állítólag Hitler rendelete értelmében, legtöbbjüket visszatelepítették Németországba. A háború után sokáig felismerhető volt, hol voltak a birtokaik, ahol még ma is különféle gyümölcsök találhatók. 1910-ben az Odžaki járáshoz tartozó településen 157 háztartást, 681 római katolikus, 178 ortodox, 87 evangélikus és 1 muszlim lakost találtak. A monarchia szétesésével 1918-ban előbb a Szerb-Horvát-Szlovén Királyság, majd 1929-től a Jugoszláv Királyság része lett. Az 1929-es törvény értelmében, amikor Bosznia-Hercegovinát négy banovinára, Drinskára, Vrbaskára, Zetskára és Primorskára osztották, a település a Vrbaska banovina (Orbászi Bánság) része lett, amelynek székhelye Banja Luka volt. 1939-ben a közigazgatás átszervezésével a Hrvatska banovina (Horvát Bánság) része lett. 
A második világháborúban Jugoszlávia megszállása után a Független Horvát Állam (NDH) része lett. A második világháború után 1992-ig a település a szocialta Jugoszlávia keretében a Bosznia-Hercegovinai Népköztársaság része volt. A boszniai háború idején itt zajlott az 1992-es „Koridor” hadművelet, amikor a szerb hadsereg fizikailag összekapcsolta a szerb haderő keleti és nyugati részét. A hadművelet során csak a szerb oldalon a Boszniai Szerb Hadsereg (VRS) Vučijak Brigádjának 142 tagja és a Jugoszláv Néphadsereg (JNA) 47 katonája esett el, megteremtették az összeköttetést a Boszniai Szerb Köztársaság keleti és nyugati része között. A boszniai háborút lezáró daytoni békeszerződés rendelkezése alapján az ország területét felosztották a Bosznia-hercegovinai Föderáció és a boszniai Szerb Köztársaság között. A békeszerződés utáni területmegosztási megállapodás értelmében a településnek a nyugati része a Boszniai Szerb Köztársasághoz került, míg a keleti rész a Föderációhoz tartozó Odžak község terülténél maradt. 
Az utolsó, 1991-es hivatalos népszámlálás szerint Odžak községnek 30 056 lakosa volt, akik 14 településen éltek. A daytoni megállapodás aláírása után Odžak község legnagyobb része a Bosznia-Hercegovinai Föderáció részévé vált. A háború előtti Odžak község lakott települései közül azonban Gnionica, Jošavica és Srnava, valamint Odžak, Potočani és Vrbovac települések részei a Boszniai Szerb Köztársaság részévé váltak. Ugyancsak a községhez csatolták a korábban Modriča községhez tartozó Jakeš, Pećnik és Modrički Lug településeket. A daytoni megállapodás és az Odžakból történt szerb kivonulás után Jakeš egy részét Vukosavljére, a szerb hatóságok pedig Pećniket Vidikovacra, Modrički Lugot pedig Brezikre nevezték át. Az újonnan létrehozott község területét a háború előtt túlnyomórészt horvátok lakta, 43%-uk (3440) horvát, 35%-uk (2861) muszlim (a korábban Modriča részét képező falvakban), 16%-uk (1332) szerb, a lakosság többi részét pedig jugoszlávok és mások alkották.

## Nevezetességei
Szent Anna tiszteletére szentelt római katolikus temploma.